# Gunnar Wennergren
Gunnar Fredrik Wennergren, född den 5 oktober 1881 i Karlstad, död den 22 november 1950 i Halmstad, var en svensk ämbetsman.
Wennergren avlade juris utriusque kandidatexamen vid Uppsala universitet 1905. Han blev extra ordinarie notarie i Svea och Göta hovrätt 1906, landskanslist i Älvsborgs län 1909, andre länsnotarie där 1911, förste länsnotarie 1916, och länsassessor 1917. Wennergren var landssekreterare i Hallands län 1927–1946. Han blev riddare av Vasaorden 1926 och av Nordstjärneorden 1932 samt kommendör av andra klassen av sistnämnda orden 1942.